# Chatchai Budprom
Chatchai Budprom (en tailandés: ฉัตรชัย บุตรพรม; provincia de Kamphaeng Phet, Tailandia; 4 de febrero de 1987) es un futbolista de Tailandia que juega en la posición de guardameta. Desde el 2023 juega con el Buriram United de la Liga de Tailandia cedido del BG Pathum United.

## Carrera

### Club
| Periodo   | Club                        | Apariciones | Goles |
| --------- | --------------------------- | ----------- | ----- |
| 2007–2009 | Nakhon Sawan FC             | 32          | 0     |
| 2010–2016 | Super Power Samut Prakan FC | 124         | 0     |
| 2017–2018 | Chiangrai United            | 30          | 0     |
| 2019–2024 | BG Pathum United            | 64          | 0     |
| 2023      | → PT Prachuap FC (cedido)   | 10          | 0     |
| 2024      | → PT Prachuap FC (cedido)   | 21          | 0     |
| 2024–     | Buriram United              | 0           | 0     |

### Selección nacional
Debutó en 2013 en un partido amistoso ante Baréin. Participó en la Copa Asiática 2019 y ganó la Copa Suzuki AFF 2020.

## Logros

### Club
- Thai League 1: 2020-21
- Thai League 2: 2019
- Thai FA Cup: 2017, 2018
- Thailand Champions Cup: 2018
- Thai League Cup: 2018

### Selección nacional
- AFF Championship: 2020

### Individual
- Equipo Ideal de la Thai League 1: 2020–21[2]